# Julia Galemire
Julia Galemire (* 1. Januar 1923 im Barrio Sur, Montevideo, Uruguay) ist eine uruguayische Schriftstellerin.
Galemire studierte an der geisteswissenschaftlichen Fakultät der Universidad de la República bei Roberto Ibáñez und Eugenio Petit Muñoz.
Galemire veröffentlichte mehrere eigene Poesiewerke. Sie war zudem mit ihren Texten auch Gegenstand diverser Anthologien und gehörte 1999 zu den ausgewählten Schriftstellern, die im von der Unión de Escritores de América (UNEDA) mit Unterstützung der UNESCO veröffentlichten Buch Letras de Paz vertreten waren. Auch wurden einige ihrer Gedichte vertont, darunter Fue la niña und La luna de los magos, die Antonio Cerviño bzw. Ethel Afamado musikalisch umsetzten. Carla Fullana nahm sich der Werke Galemires in diesem Zusammenhang ebenfalls an und gab dem Triptychon Obsesiones und dem Gedicht Sabiduría einen musikalischen Rahmen.
1994 gründete Galemire die kulturelle Gruppe La Tertulia. Die gleichnamige Radiosendung leitete und koordinierte sie seit 1996  sechs Jahre lang auf CX 38 SODRE. Beim ebenfalls La Tertulia genannten geisteswissenschaftlichen Magazin ist sie seit 2004 für die Jahresausgabe in leitender Funktion zuständig. Für die Zeitschrift La Onda war sie überdies in deren Internetausgabe La Onda Digital als Kulturkolumnistin tätig und in diesem Zusammenhang mit Buchrezensionen befasst. Seit 2008 hat die Schriftstellerin zudem die Aufgabe der literarischen Koordinatorin des Kulturprojekts Sur Montevideo inne. Seit 2011 trägt sie zudem die Bezeichnung als Präsidentin des Kulturprojekts Sur Uruguay.
In den Jahren 1997 und 2002 wurde Galemire mit einer Erwähnung des Uruguayischen Bildungs- und Kulturministeriums (MEC) in der Sparte „veröffentlichte Poesie“ bedacht. Dasselbe Ministerium ehrte sie zudem ebenso wie auch die Intendencia Municipal von Montevideo anlässlich des 15-jährigen Bestehens der Gruppe La Tertulia.

## Veröffentlichungen

### Eigene Poesiewerke
- 1989: Fabular de la piedra, Editorial Proyección
- 1991: La escritura o el sueño, Editorial Signos
- 1994: Al sur del aire, Editorial Graffiti
- 1996: 17 poetas uruguayos de hoy, Sammeledition, Editorial Proyección
- 1997: Fabular de la niebla, Biachi Editores
- 1999: Diez años, Editorial Proyección
- 2001: La mujer y el ángel, Ediciones La Gotera
- 2005: Diario Poético
- 2009: Fabulares, Ático Ediciones

### Galemires Werke in Anthologien
- 1990: Desde el Taller
- 1997: Polifonía
- 1997: Letras uruguayas
- 1998: Ave Eva
- 2002: Ecos literarios

## Auszeichnungen
- 1997: Erwähnung seitens des Uruguayischen Bildungs- und Kulturministeriums in der Sparte "veröffentlichte Poesie" für Fabular de la niebla
- 2002: Erwähnung seitens des Uruguayischen Bildungs- und Kulturministeriums in der Sparte "veröffentlichte Poesie" für La mujer y el ángel